# Leninogorsk
Leninogorsk (ruso: Лениного́рск), localidad tártara de 654.127 habitantes según el censo ruso de 2010, a 322 km al sudeste de Kazán.

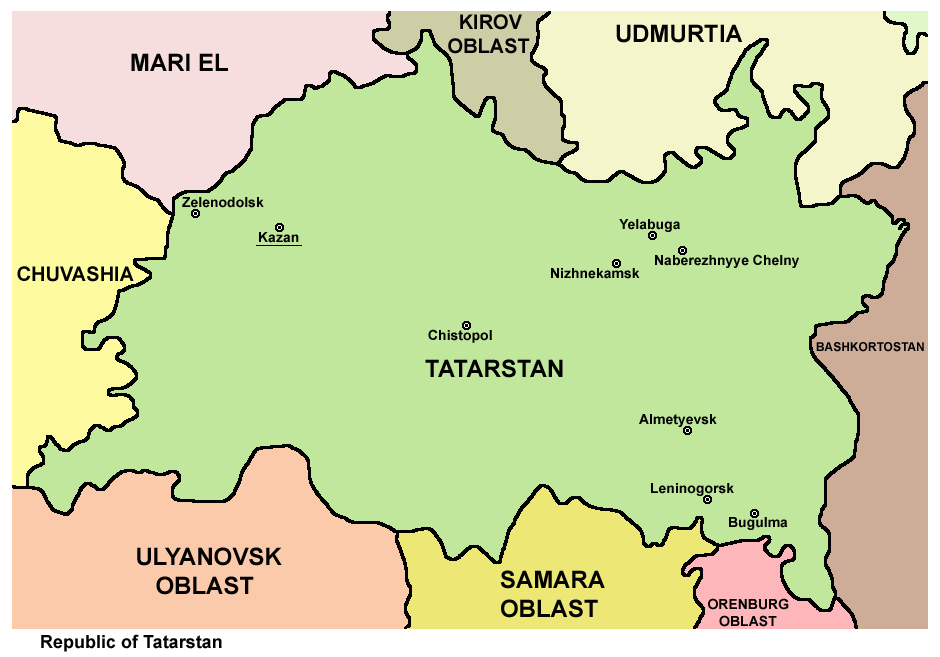
Mapa de Tartaristán en el que aparece Leninogorsk

- Datos: Q157458
- Multimedia: Leninogorsk / Q157458